# Liste des brigades françaises de la Première Guerre mondiale
Lors de la Première Guerre mondiale, les brigades françaises sont composées de deux à trois régiments (ou de bataillons de chasseurs). Elles sont en général endivisionnées. Dans les divisions d'infanterie, les brigades sont pour la plupart dissoutes à partir de 1916 avec la création de l'infanterie divisionnaire à trois régiments dans les divisions d'infanterie. L'armée manque de fantassins et doit donc réduire le nombre de régiments d'infanterie.
Pour l'historique des brigades, se reporter à l'historique de la division à laquelle elles sont rattachées. Les détachements provisoires pour quelques jours ne sont pas indiqués. Les parenthèses dans la colonne « division » du tableau indiquent que la brigade est rattachée pour une durée longue à l'unité indiquée mais ne lui appartient pas organiquement.

## Brigades d'infanterie
| Nom de l'unité                                                                   | Division                      | Dates                                 | Référence     |
| -------------------------------------------------------------------------------- | ----------------------------- | ------------------------------------- | ------------- |
| 1re brigade d'infanterie                                                         | 1re DI                        | août 1914 - novembre 1916             | [ 1 ]         |
| 2e brigade d'infanterie                                                          | 1re DI                        | août 1914 - novembre 1916             | [ 1 ]         |
| 3e brigade d'infanterie                                                          | 2e DI                         | août 1914 - novembre 1916             | [ 2 ]         |
| 4e brigade d'infanterie                                                          | 2e DI                         | août 1914 - novembre 1916             | [ 2 ]         |
| 5e brigade d'infanterie                                                          | 3e DI                         | août 1914 - novembre 1916             | [ 3 ]         |
| 6e brigade d'infanterie                                                          | 3e DI                         | août 1914 - novembre 1916             | [ 3 ]         |
| 7e brigade d'infanterie                                                          | 4e DI                         | août 1914 - octobre 1917              | [ 4 ]         |
| 8e brigade d'infanterie                                                          | 4e DI                         | août 1914                             | [ 4 ]         |
| 8e brigade d'infanterie                                                          | 4e DI                         | février - avril 1915                  | [ 4 ]         |
| 8e brigade d'infanterie                                                          | (DI provisoire Tassin/Guérin) | avril - juin 1915                     | [ 5 ]         |
| 8e brigade d'infanterie                                                          | 122e DI                       | juin 1915 - septembre 1917            | [ 6 ]         |
| 9e brigade d'infanterie                                                          | 5e DI                         | août - décembre 1914                  | [ 7 ]         |
| 9e brigade d'infanterie                                                          | (DI provisoire Tassin)        | décembre 1914 - avril 1915            | [ 8 ]         |
| 9e brigade d'infanterie                                                          | 5e DI                         | avril 1915 - mai 1917                 | [ 7 ]         |
| 10e brigade d'infanterie                                                         | 5e DI                         | août 1914 - mai 1917                  | [ 7 ]         |
| 11e brigade d'infanterie                                                         | 6e DI                         | août 1914 - mai 1917                  | [ 9 ]         |
| 12e brigade d'infanterie                                                         | 6e DI                         | août 1914 - mai 1917                  | [ 9 ]         |
| 13e brigade d'infanterie                                                         | 7e DI                         | août 1914 - mars 1917                 | [ 10 ]        |
| 14e brigade d'infanterie                                                         | 7e DI                         | août 1914 - mars 1917                 | [ 10 ]        |
| 15e brigade d'infanterie                                                         | 8e DI                         | août 1914 - novembre 1916             | [ 11 ]        |
| 16e brigade d'infanterie                                                         | 8e DI                         | août 1914 - novembre 1916             | [ 11 ]        |
| 17e brigade d'infanterie                                                         | 9e DI                         | août 1914 - décembre 1916             | [ 12 ]        |
| 18e brigade d'infanterie                                                         | 9e DI                         | août 1914 - décembre 1916             | [ 12 ]        |
| 19e brigade d'infanterie                                                         | 10e DI                        | août 1914 - août 1917                 | [ 13 ]        |
| 20e brigade d'infanterie                                                         | 10e DI                        | août 1914 - août 1917                 | [ 13 ]        |
| 21e brigade d'infanterie                                                         | 11e DI                        | août 1914 - décembre 1916             | [ 14 ]        |
| 22e brigade d'infanterie                                                         | 11e DI                        | août 1914 - décembre 1916             | [ 14 ]        |
| 23e brigade d'infanterie                                                         | 12e DI                        | août 1914 - janvier 1917              | [ 15 ]        |
| 24e brigade d'infanterie                                                         | 12e DI                        | août 1914 - janvier 1917              | [ 15 ]        |
| 25e brigade d'infanterie                                                         | 13e DI                        | août 1914 - décembre 1916             | [ 16 ]        |
| 26e brigade d'infanterie                                                         | 13e DI                        | août 1914 - décembre 1916             | [ 16 ]        |
| 27e brigade d'infanterie                                                         | 14e DI                        | août 1914 - mai 1917                  | [ 17 ]        |
| 28e brigade d'infanterie                                                         | 14e DI                        | août 1914 - mai 1917                  | [ 17 ]        |
| 29e brigade d'infanterie                                                         | 15e DI                        | août 1914 - janvier 1917              | [ 18 ]        |
| 30e brigade d'infanterie                                                         | 15e DI                        | août 1914 - janvier 1917              | [ 18 ]        |
| 31e brigade d'infanterie                                                         | 16e DI                        | août 1914 - janvier 1917              | [ 19 ]        |
| 32e brigade d'infanterie                                                         | 16e DI                        | août 1914 - janvier 1917              | [ 19 ]        |
| 33e brigade d'infanterie                                                         | 17e DI                        | août 1914 - janvier 1918              | [ 20 ]        |
| 34e brigade d'infanterie                                                         | 17e DI                        | août 1914 - décembre 1915             | [ 20 ]        |
| 35e brigade d'infanterie                                                         | 18e DI                        | août 1914 - janvier 1917              | [ 21 ]        |
| 36e brigade d'infanterie                                                         | 18e DI                        | août 1914 - janvier 1917              | [ 21 ]        |
| 37e brigade d'infanterie                                                         | 19e DI                        | août 1914 - mai 1917                  | [ 22 ]        |
| 38e brigade d'infanterie                                                         | 19e DI                        | août 1914 - mai 1917                  | [ 22 ]        |
| 39e brigade d'infanterie                                                         | 20e DI                        | août 1914 - avril 1917                | [ 23 ]        |
| 40e brigade d'infanterie                                                         | 20e DI                        | août 1914 - avril 1917                | [ 23 ]        |
| 41e brigade d'infanterie                                                         | 21e DI                        | août 1914 - novembre 1917             | [ 24 ]        |
| 42e brigade d'infanterie                                                         | 21e DI                        | août 1914 - novembre 1917             | [ 24 ]        |
| 43e brigade d'infanterie                                                         | 22e DI                        | août 1914 - novembre 1917             | [ 25 ]        |
| 44e brigade d'infanterie                                                         | 22e DI                        | août 1914 - novembre 1917             | [ 25 ]        |
| 45e brigade d'infanterie                                                         | 23e DI                        | août 1914 - février 1917              | [ 26 ]        |
| 45e brigade d'infanterie                                                         | 23e DI                        | juin - septembre 1917                 | [ 26 ]        |
| 46e brigade d'infanterie                                                         | 23e DI                        | août 1914 - février 1917              | [ 26 ]        |
| 46e brigade d'infanterie                                                         | 23e DI                        | juin - septembre 1917                 | [ 26 ]        |
| 47e brigade d'infanterie                                                         | 24e DI                        | août 1914 - février 1917              | [ 27 ]        |
| 48e brigade d'infanterie                                                         | 24e DI                        | août 1914 - février 1917              | [ 27 ]        |
| 49e brigade d'infanterie                                                         | 25e DI                        | août 1914 - juin 1915                 | [ 28 ]        |
| 49e brigade d'infanterie                                                         | 120e DI                       | juin 1915 - décembre 1916             | [ 29 ]        |
| 50e brigade d'infanterie                                                         | 25e DI                        | août 1914 - décembre 1916             | [ 28 ]        |
| 51e brigade d'infanterie                                                         | 26e DI                        | août 1914 - décembre 1916             | [ 30 ]        |
| 52e brigade d'infanterie                                                         | 26e DI                        | août 1914 - décembre 1916             | [ 30 ]        |
| 53e brigade d'infanterie                                                         | 27e DI                        | août 1914 - novembre 1916             | [ 31 ]        |
| 54e brigade d'infanterie                                                         | 27e DI                        | août 1914 - novembre 1916             | [ 31 ]        |
| 55e brigade d'infanterie                                                         | 28e DI                        | août 1914 - novembre 1916             | [ 32 ]        |
| 56e brigade d'infanterie                                                         | 28e DI                        | août 1914 - novembre 1916             | [ 32 ]        |
| 57e brigade d'infanterie                                                         | 29e DI                        | août 1914 - mai 1917                  | [ 33 ]        |
| 58e brigade d'infanterie                                                         | 29e DI                        | août 1914 - mai 1917                  | [ 33 ]        |
| 59e brigade d'infanterie                                                         | 30e DI                        | août 1914 - décembre 1916             | [ 34 ]        |
| 60e brigade d'infanterie                                                         | 30e DI                        | août 1914 - décembre 1916             | [ 34 ]        |
| 61e brigade d'infanterie                                                         | 31e DI                        | août 1914 - août 1916                 | [ 35 ]        |
| 62e brigade d'infanterie                                                         | 31e DI                        | août 1914 - août 1916                 | [ 35 ]        |
| 63e brigade d'infanterie                                                         | 32e DI                        | août 1914 - mai 1917                  | [ 36 ]        |
| 64e brigade d'infanterie                                                         | 32e DI                        | août 1914 - mai 1917                  | [ 36 ]        |
| 65e brigade d'infanterie                                                         | 33e DI                        | août 1914 - mai 1917                  | [ 37 ]        |
| 66e brigade d'infanterie                                                         | 33e DI                        | août 1914 - mai 1917                  | [ 37 ]        |
| 67e brigade d'infanterie                                                         | 34e DI                        | août 1914 - mars 1917                 | [ 38 ]        |
| 68e brigade d'infanterie                                                         | 34e DI                        | août 1914 - mars 1917                 | [ 38 ]        |
| 69e brigade d'infanterie                                                         | 35e DI                        | août 1914 - octobre 1917              | [ 39 ]        |
| 70e brigade d'infanterie                                                         | 35e DI                        | août 1914 - octobre 1917              | [ 39 ]        |
| 71e brigade d'infanterie                                                         | 36e DI                        | août 1914 - mai 1917                  | [ 40 ]        |
| 72e brigade d'infanterie                                                         | 36e DI                        | août 1914 - mai 1917                  | [ 40 ]        |
| 73e brigade d'infanterie                                                         | 37e DI                        | août 1914 - juillet 1918              | [ 41 ]        |
| 74e brigade d'infanterie                                                         | 37e DI                        | août 1914 - juillet 1918              | [ 41 ]        |
| 75e brigade d'infanterie                                                         | 38e DI                        | août 1914 - janvier 1915              | [ 42 ]        |
| 75e brigade d'infanterie                                                         | isolée                        | janvier - juin 1915                   | [ 42 ]        |
| 75e brigade d'infanterie                                                         | 25e DI                        | juin 1915 - décembre 1916             | [ 28 ]        |
| 76e brigade d'infanterie                                                         | 38e DI                        | août 1914 - juillet 1918              | [ 42 ]        |
| 77e brigade d'infanterie                                                         | 39e DI                        | août 1914 - décembre 1916             | [ 43 ]        |
| 78e brigade d'infanterie                                                         | 39e DI                        | août 1914 - décembre 1916             | [ 43 ]        |
| 79e brigade d'infanterie                                                         | 40e DI                        | août 1914 - décembre 1916             | [ 44 ]        |
| 80e brigade d'infanterie                                                         | 40e DI                        | août 1914 - décembre 1916             | [ 44 ]        |
| 81e brigade d'infanterie                                                         | 41e DI                        | août 1914 - décembre 1914             | [ 45 ]        |
| 81e brigade d'infanterie                                                         | 66e DI                        | décembre 1914 - novembre 1916         | [ 46 ]        |
| 82e brigade d'infanterie                                                         | 41e DI                        | août 1914 - septembre 1917            | [ 45 ]        |
| 83e brigade d'infanterie                                                         | 42e DI                        | août 1914 - novembre 1916             | [ 47 ]        |
| 84e brigade d'infanterie                                                         | 42e DI                        | août 1914 - novembre 1916             | [ 47 ]        |
| 85e brigade d'infanterie                                                         | 43e DI                        | août 1914 - décembre 1916             | [ 48 ]        |
| 86e brigade d'infanterie                                                         | 43e DI                        | août 1914 - décembre 1916             | [ 48 ]        |
| 87e brigade d'infanterie                                                         | 4e DI                         | août 1914 - octobre 1917              | [ 4 ]         |
| 88e brigade d'infanterie                                                         | 44e DI                        | août - septembre 1914                 | [ 49 ]        |
| 88e brigade d'infanterie                                                         | Division Barbot (B)           | septembre - octobre 1914              | [ 50 ]        |
| 88e brigade d'infanterie                                                         | 77e DI                        | octobre 1914 - novembre 1917          | [ 50 ]        |
| 89e brigade d'infanterie                                                         | 44e DI                        | août - septembre 1914                 | [ 49 ]        |
| 89e brigade d'infanterie                                                         | DI provisoire Vassart         | septembre - octobre 1914              | ,             |
| 89e brigade d'infanterie                                                         | 76e DI                        | octobre 1914 - octobre 1916           | [ 51 ]        |
| 90e brigade d'infanterie                                                         | 45e DI                        | août 1914 - juin 1918                 | [ 52 ]        |
| 91e brigade d'infanterie                                                         | 45e DI                        | août 1914 - juin 1918                 | [ 52 ]        |
| 92e brigade d'infanterie                                                         | 121e DI                       | juin 1915 - mai 1917                  | [ 53 ]        |
| 92e brigade d'infanterie                                                         | 121e DI                       | juin - octobre 1917                   | [ 53 ]        |
| 93e brigade d'infanterie                                                         | 77e DI                        | octobre 1915 - novembre 1917          | [ 50 ]        |
| 95e brigade d'infanterie                                                         | 48e DI                        | février 1915 - juin 1916              | [ 54 ]        |
| 95e brigade d'infanterie                                                         | 48e DI                        | septembre - décembre 1916             | [ 54 ]        |
| 95e brigade d'infanterie                                                         | 48e DI                        | septembre 1917 - juin 1918            | [ 54 ]        |
| 96e brigade d'infanterie                                                         | 48e DI                        | février 1915 - juin 1916              | [ 54 ]        |
| 96e brigade d'infanterie                                                         | 48e DI                        | septembre - décembre 1916             | [ 54 ]        |
| 96e brigade d'infanterie                                                         | 48e DI                        | septembre 1917 - juin 1918            | [ 54 ]        |
| 97e brigade d'infanterie                                                         | 76e DI                        | juin 1915 - octobre 1916              | [ 51 ]        |
| 101e brigade d'infanterie                                                        | 51e DI                        | août 1914 - novembre 1916             | [ 55 ]        |
| 102e brigade d'infanterie                                                        | 51e DI                        | août 1914 - novembre 1916             | [ 55 ]        |
| 103e brigade d'infanterie                                                        | 52e DI                        | août 1914 - juin 1916                 | [ 56 ]        |
| 104e brigade d'infanterie                                                        | 52e DI                        | août 1914 - juin 1916                 | [ 56 ]        |
| 105e brigade d'infanterie                                                        | 53e DI                        | août 1914 - août 1916                 | [ 57 ]        |
| 106e brigade d'infanterie                                                        | 53e DI                        | août 1914 - août 1916                 | [ 57 ]        |
| 106e brigade d'infanterie                                                        | 53e DI                        | août - novembre 1918                  | [ 57 ]        |
| 107e brigade d'infanterie                                                        | 54e DI                        | août - septembre 1914                 | [ 58 ]        |
| 107e brigade d'infanterie                                                        | isolée (6e CA)                | septembre - octobre 1914              | [ 58 ]        |
| 107e brigade d'infanterie                                                        | 72e DI                        | juillet 1915 - mars 1916              | [ 59 ]        |
| 108e brigade d'infanterie                                                        | 54e DI                        | août - octobre 1914                   | [ 58 ]        |
| 108e brigade d'infanterie                                                        | 72e DI                        | septembre/octobre 1914 - juillet 1915 | [ 59 ]        |
| 108e brigade d'infanterie                                                        | 132e DI                       | juillet 1915 - mars 1917              | [ 60 ]        |
| 109e brigade d'infanterie                                                        | 55e DI                        | août 1914 - mars 1917                 | [ 61 ]        |
| 110e brigade d'infanterie                                                        | 55e DI                        | août 1914 - mars 1917                 | [ 61 ]        |
| 111e brigade d'infanterie                                                        | 56e DI                        | août 1914 - janvier 1917              | [ 62 ]        |
| 112e brigade d'infanterie                                                        | 56e DI                        | août 1914 - janvier 1917              | [ 62 ]        |
| 113e brigade d'infanterie                                                        | 57e DI                        | août 1914 - septembre 1917            | [ 63 ]        |
| 114e brigade d'infanterie                                                        | 57e DI                        | août 1914 - septembre 1917            | [ 63 ]        |
| 115e brigade d'infanterie                                                        | 58e DI                        | août - octobre 1914                   | [ 64 ]        |
| 115e brigade d'infanterie                                                        | 66e DI                        | octobre 1914 - mars 1916              | [ 65 ]        |
| 115e brigade d'infanterie                                                        | 133e DI                       | mars - août 1916                      | [ 66 ]        |
| 115e brigade d'infanterie                                                        | 134e DI                       | août - novembre 1916                  | [ 67 ]        |
| 116e brigade d'infanterie                                                        | 58e DI                        | août 1914 - décembre 1915             | [ 64 ]        |
| 117e brigade d'infanterie                                                        | 59e DI                        | août 1914 - mars 1917                 | [ 68 ]        |
| 118e brigade d'infanterie                                                        | 59e DI                        | août 1914 - mars 1917                 | [ 68 ]        |
| 119e brigade d'infanterie                                                        | 60e DI                        | août 1914 - mars 1917                 | [ 69 ]        |
| 120e brigade d'infanterie                                                        | 60e DI                        | août 1914 - mars 1917                 | [ 69 ]        |
| 121e brigade d'infanterie                                                        | 61e DI                        | août 1914 - mars 1917                 | [ 70 ]        |
| 122e brigade d'infanterie                                                        | 61e DI                        | août 1914 - mars 1917                 | [ 70 ]        |
| 123e brigade d'infanterie                                                        | 62e DI                        | août 1914 - avril 1917                | [ 71 ]        |
| 124e brigade d'infanterie                                                        | 62e DI                        | août 1914 - avril 1917                | [ 71 ]        |
| 125e brigade d'infanterie                                                        | 63e DI                        | août 1914 - juin 1916                 | [ 72 ]        |
| 126e brigade d'infanterie                                                        | 63e DI                        | août 1914 - juin 1916                 | [ 72 ]        |
| 127e brigade d'infanterie                                                        | 64e DI                        | août 1914 - mars 1917                 | [ 73 ]        |
| 128e brigade d'infanterie                                                        | 64e DI                        | août 1914 - mars 1917                 | [ 73 ]        |
| 129e brigade d'infanterie                                                        | 65e DI                        | août 1914 - janvier 1917              | [ 74 ]        |
| 130e brigade d'infanterie                                                        | 65e DI                        | août 1914 - janvier 1917              | [ 74 ]        |
| 131e brigade d'infanterie                                                        | 66e DI                        | août - octobre 1914                   | [ 46 ]        |
| 131e brigade d'infanterie                                                        | 58e DI                        | octobre 1914 - décembre 1915          | [ 64 ]        |
| 132e brigade d'infanterie                                                        | 66e DI                        | octobre - décembre 1914               | [ 46 ]        |
| 132e brigade d'infanterie                                                        | 41e DI                        | décembre 1914 - juin 1916             | [ 45 ]        |
| 132e brigade d'infanterie                                                        | isolée (76e DI)               | juin - juillet 1916                   | [ 51 ]        |
| 132e brigade d'infanterie                                                        | isolée                        | juillet - octobre 1916                | [ 45 ]        |
| 133e brigade d'infanterie                                                        | 67e DI                        | août 1914 - mars 1917                 | [ 75 ]        |
| 134e brigade d'infanterie                                                        | 67e DI                        | août 1914 - mars 1917                 | [ 75 ]        |
| 135e brigade d'infanterie                                                        | 68e DI                        | août 1914 - mars 1917                 | [ 76 ]        |
| 136e brigade d'infanterie                                                        | 68e DI                        | août 1914 - mars 1917                 | [ 76 ]        |
| 137e brigade d'infanterie                                                        | 69e DI                        | août 1914 - décembre 1916             | [ 77 ]        |
| 138e brigade d'infanterie                                                        | 69e DI                        | août 1914 - décembre 1916             | [ 77 ]        |
| 139e brigade d'infanterie                                                        | 70e DI                        | août 1914 - avril 1917                | [ 78 ]        |
| 140e brigade d'infanterie                                                        | 70e DI                        | août 1914 - avril 1917                | [ 78 ]        |
| 141e brigade d'infanterie                                                        | 71e DI                        | août 1914 - janvier 1917              | [ 79 ]        |
| 142e brigade d'infanterie                                                        | 71e DI                        | août 1914 - janvier 1917              | [ 79 ]        |
| 143e brigade d'infanterie                                                        | 72e DI                        | août 1914 - mai 1917                  | [ 80 ]        |
| 144e brigade d'infanterie                                                        | 72e DI                        | août 1914 - mai 1917                  | [ 80 ]        |
| 145e brigade d'infanterie                                                        | 73e DI                        | août 1914 - février 1917              | [ 81 ]        |
| 146e brigade d'infanterie                                                        | 73e DI                        | août 1914 - février 1917              | [ 81 ]        |
| 147e brigade d'infanterie                                                        | 74e DI                        | août 1914 - mars 1917                 | [ 82 ]        |
| 148e brigade d'infanterie                                                        | 74e DI                        | août 1914 - mars 1917                 | [ 82 ]        |
| 149e brigade d'infanterie                                                        | 75e DI                        | août - novembre 1914                  | [ 83 ]        |
| 149e brigade d'infanterie                                                        | isolée (15e CA)               | novembre 1914 - juin 1915             | [ 83 ]        |
| 150e brigade d'infanterie                                                        | 75e DI                        | août - novembre 1914                  | [ 83 ]        |
| 150e brigade d'infanterie                                                        | isolée (5e CA)                | novembre 1914 - juin 1915             | [ 83 ]        |
| 151e brigade d'infanterie                                                        | 71e DI                        | septembre 1914 - janvier 1915         | [ 79 ]        |
| 151e brigade d'infanterie                                                        | 66e DI                        | janvier - avril 1915                  | [ 46 ]        |
| 151e brigade d'infanterie                                                        | 47e DI                        | avril - juin 1915                     | [ 84 ]        |
| 151e brigade d'infanterie                                                        | 129e DI                       | juin - août 1915                      | [ 85 ]        |
| 152e brigade d'infanterie                                                        | 41e DI                        | septembre 1914 - septembre 1917       | [ 45 ]        |
| 153e brigade d'infanterie                                                        | isolée                        | mars - septembre 1917                 | ,             |
| 154e brigade d'infanterie                                                        | isolée                        | mars - avril 1917                     | ,             |
| 161e brigade territoriale d'infanterie                                           | 81e DT                        | août 1914 - fin 1915                  | [ 89 ]        |
| 161e brigade territoriale d'infanterie                                           | isolée                        | 1916                                  | ,             |
| 161e brigade territoriale d'infanterie                                           | 87e DT                        | 1916 - avril 1917                     | [ 90 ]        |
| 161e brigade territoriale d'infanterie                                           | isolée                        | avril 1917 - novembre 1918            | ,             |
| 162e brigade territoriale d'infanterie                                           | 81e DT                        | août 1914 - avril 1917                | [ 89 ]        |
| 162e brigade territoriale d'infanterie                                           | isolée                        | avril - novembre 1917                 | ,             |
| 163e brigade territoriale d'infanterie                                           | 82e DT                        | août 1914 - juin 1915                 | [ 91 ]        |
| 164e brigade territoriale d'infanterie                                           | 82e DT                        | août 1914 - juin 1915                 | [ 91 ]        |
| 165e brigade territoriale d'infanterie                                           | 83e DT                        | août 1914 - novembre 1918             | [ 92 ]        |
| 166e brigade territoriale d'infanterie                                           | 83e DT                        | août 1914 - novembre 1918             | [ 92 ]        |
| 167e brigade territoriale d'infanterie                                           | 84e DT                        | août 1914 - juillet 1915              | [ 93 ]        |
| 168e brigade territoriale d'infanterie                                           | 84e DT                        | août 1914 - juillet 1915              | [ 93 ]        |
| 169e brigade territoriale d'infanterie                                           | 85e DT                        | août 1914 - juin 1915                 | [ 94 ]        |
| 170e brigade territoriale d'infanterie                                           | 85e DT                        | août 1914 - juin 1915                 | [ 94 ]        |
| 171e brigade territoriale d'infanterie                                           | 86e DT                        | août 1914 - juin 1915                 | [ 95 ]        |
| 172e brigade territoriale d'infanterie                                           | 86e DT                        | août 1914 - juin 1915                 | [ 95 ]        |
| 173e brigade territoriale d'infanterie                                           | 87e DT                        | août 1914 - avril 1917                | [ 90 ]        |
| 173e brigade territoriale d'infanterie                                           | isolée                        | avril 1917 - novembre 1918            | ,             |
| 174e brigade territoriale d'infanterie                                           | 87e DT                        | août 1914 - juin 1916                 | [ 90 ]        |
| 174e brigade territoriale d'infanterie                                           | isolée (36e CA)               | juin 1916 - novembre 1918             | ,             |
| 175e brigade territoriale d'infanterie                                           | 88e DT                        | août 1914 - mars 1917                 | [ 96 ]        |
| 175e brigade territoriale d'infanterie                                           | isolée                        | mars 1917 - novembre 1918             | [ 96 ] [ 97 ] |
| 176e brigade territoriale d'infanterie                                           | 88e DT                        | août 1914 - mars 1917                 | [ 96 ]        |
| 176e brigade territoriale d'infanterie                                           | isolée                        | mars 1917 - novembre 1918             | ,             |
| 177e brigade territoriale d'infanterie                                           | 89e DT                        | août 1914 - juin 1917                 | [ 98 ]        |
| 177e brigade territoriale d'infanterie                                           | isolée                        | juin 1917 - novembre 1918             | ,             |
| 178e brigade territoriale d'infanterie                                           | 89e DT                        | août 1914 - juin 1917                 | [ 98 ]        |
| 178e brigade territoriale d'infanterie                                           | isolée                        | juin 1917 - mars 1918                 | ,             |
| 179e brigade territoriale d'infanterie                                           | 90e DT                        | août 1914                             | [ 99 ]        |
| 180e brigade territoriale d'infanterie                                           | 90e DT                        | août 1914                             | [ 99 ]        |
| 181e brigade territoriale d'infanterie                                           | 91e DT                        | août 1914 - juin 1915                 | [ 100 ]       |
| 182e brigade territoriale d'infanterie                                           | 91e DT                        | août 1914 - juin 1915                 | [ 100 ]       |
| 183e brigade territoriale d'infanterie                                           | 92e DT                        | août 1914 - juillet 1915              | [ 101 ]       |
| 184e brigade territoriale d'infanterie                                           | 92e DT                        | août 1914 - juillet 1915              | [ 101 ]       |
| 185e brigade territoriale d'infanterie                                           | isolée (GMP)                  | août - décembre 1914                  | [ 102 ]       |
| 185e brigade territoriale d'infanterie                                           | (DI provisoire Tassin/Guérin) | décembre 1914 - juin 1915             | [ 103 ]       |
| 185e brigade territoriale d'infanterie                                           | isolée (Ve armée)             | juin 1915 - mars 1917                 | [ 104 ]       |
| 185e brigade territoriale d'infanterie                                           | isolée (IVe armée)            | mars - août 1917                      | [ 105 ]       |
| 186e brigade territoriale d'infanterie                                           | 87e DT                        | avril - août 1915                     | [ 90 ]        |
| 186e brigade territoriale d'infanterie                                           | 81e DT                        | août 1915 - avril 1917                | [ 89 ]        |
| 186e brigade territoriale d'infanterie                                           | isolée                        | avril 1917 - mars 1918                | ,             |
| 187e brigade territoriale d'infanterie                                           | 94e DT                        | septembre - octobre 1914              | [ 106 ]       |
| 188e brigade territoriale d'infanterie                                           | 94e DT                        | septembre - octobre 1914              | [ 106 ]       |
| 191e brigade territoriale d'infanterie                                           | 96e DT                        | septembre 1914 - juin 1915            | [ 107 ]       |
| 192e brigade territoriale d'infanterie                                           | 96e DT                        | septembre 1914 - juin 1915            | [ 107 ]       |
| 193e brigade territoriale d'infanterie                                           | 97e DT                        | octobre 1914 - avril 1917             | [ 108 ]       |
| 193e brigade territoriale d'infanterie                                           | isolée                        | avril - septembre 1917                | ,             |
| 194e brigade territoriale d'infanterie                                           | 97e DT                        | octobre 1914 - avril 1917             | [ 108 ]       |
| 194e brigade territoriale d'infanterie                                           | isolée                        | avril - septembre 1917                | ,             |
| 197e brigade territoriale d'infanterie                                           | 99e DT                        | janvier 1915 - août 1916              | [ 109 ]       |
| 198e brigade territoriale d'infanterie                                           | 99e DT                        | février 1915 - août 1916              | [ 109 ]       |
| 199e brigade territoriale d'infanterie                                           | 100e DT                       | février 1915 - janvier 1917           | [ 110 ]       |
| 199e brigade territoriale d'infanterie                                           | isolée                        | janvier - mai 1917                    | [ 110 ]       |
| 200e brigade territoriale d'infanterie                                           | 100e DT                       | février 1915 - janvier 1917           | [ 110 ]       |
| 200e brigade territoriale d'infanterie                                           | isolée                        | janvier - mai 1917                    | [ 110 ]       |
| 201e brigade territoriale d'infanterie                                           | 101e DT                       | mai 1915 - novembre 1916              | [ 111 ]       |
| 201e brigade territoriale d'infanterie                                           | isolée                        | novembre - décembre 1916              | ,             |
| 202e brigade territoriale d'infanterie                                           | 101e DT                       | mai 1915 - novembre 1916              | [ 111 ]       |
| 202e brigade territoriale d'infanterie                                           | isolée                        | novembre 1916 - février 1917          | ,             |
| 203e brigade territoriale d'infanterie                                           | 102e DT                       | mai 1915 - avril/mai 1916             | ,             |
| 204e brigade territoriale d'infanterie                                           | 102e DT                       | mai 1915 - avril/mai 1916             | ,             |
| 205e brigade territoriale d'infanterie                                           | 103e DT                       | juillet 1915 - mars 1916              | [ 114 ]       |
| 206e brigade territoriale d'infanterie                                           | 103e DT                       | juillet 1915 - mars 1916              | [ 114 ]       |
| 207e brigade territoriale d'infanterie                                           | 104e DT                       | juillet 1915 - novembre 1916          | [ 115 ]       |
| 207e brigade territoriale d'infanterie                                           | isolée                        | novembre 1916 - janvier 1917          | ,             |
| 208e brigade territoriale d'infanterie                                           | 104e DT                       | juillet 1915 - octobre 1916           | [ 115 ]       |
| 209e brigade territoriale d'infanterie                                           | 105e DT                       | août 1915 - mars 1916                 | [ 116 ]       |
| 210e brigade territoriale d'infanterie                                           | 105e DT                       | août 1915 - mars 1916                 | [ 116 ]       |
| 210e brigade territoriale d'infanterie                                           | 157e DI                       | mars 1916 - novembre 1916             | [ 117 ]       |
| 211e brigade territoriale d'infanterie                                           | isolée                        | août 1915 - janvier 1917              | [ 86 ]        |
| 212e brigade territoriale d'infanterie                                           | isolée (72e DI)               | août 1915 - janvier 1917              | [ 86 ]        |
| 213e brigade d'infanterie                                                        | isolée                        | octobre 1915 - mars 1916              | ,             |
| 213e brigade d'infanterie                                                        | 157e DI                       | mars 1916 - août 1916                 | [ 117 ]       |
| 213e brigade d'infanterie                                                        | 133e DI                       | août 1916 - novembre 1917             | [ 66 ]        |
| 214e brigade d'infanterie                                                        | isolée                        | novembre 1915 - mars 1916             | ,             |
| 214e brigade d'infanterie                                                        | 133e DI                       | mars 1916 - novembre 1917             | [ 66 ]        |
| 215e brigade territoriale d'infanterie                                           | 89e DT                        | août 1916 - mars 1917                 | [ 98 ]        |
| 215e brigade territoriale d'infanterie                                           | isolée                        | mars - septembre 1917                 | ,             |
| 216e brigade territoriale d'infanterie                                           | isolée                        | mars 1917 - mars 1918                 | [ 86 ]        |
| 217e brigade territoriale d'infanterie                                           | isolée                        | mars 1917 - mars 1918                 | ,             |
| 243e brigade d'infanterie                                                        | 122e DI                       | juin 1915 - septembre 1917            | [ 6 ]         |
| 245e brigade d'infanterie                                                        | 123e DI                       | juin 1915 - mars 1917                 | [ 118 ]       |
| 247e brigade d'infanterie                                                        | 124e DI                       | juin 1915 - novembre 1916             | [ 119 ]       |
| 248e brigade d'infanterie                                                        | 124e DI                       | juin 1915 - novembre 1916             | [ 119 ]       |
| 249e brigade d'infanterie                                                        | 125e DI                       | juin 1915 - janvier 1917              | [ 120 ]       |
| 250e brigade d'infanterie                                                        | 125e DI                       | juin 1915 - janvier 1917              | [ 120 ]       |
| 251e brigade d'infanterie                                                        | 126e DI                       | juin 1915 - mars 1917                 | [ 121 ]       |
| 252e brigade d'infanterie                                                        | 126e DI                       | juin 1915 - mars 1917                 | [ 121 ]       |
| 253e brigade d'infanterie                                                        | 127e DI                       | juin 1915 - janvier 1917              | [ 122 ]       |
| 254e brigade d'infanterie                                                        | 127e DI                       | juin 1915 - janvier 1917              | [ 122 ]       |
| 255e brigade d'infanterie                                                        | 128e DI                       | juin 1915 - février 1917              | [ 123 ]       |
| 256e brigade d'infanterie                                                        | 128e DI                       | juin 1915 - février 1917              | [ 123 ]       |
| 257e brigade d'infanterie                                                        | 129e DI                       | août 1915 - juin 1917                 | [ 85 ]        |
| 258e brigade d'infanterie                                                        | 129e DI                       | août 1915 - juin 1917                 | [ 85 ]        |
| 260e brigade d'infanterie                                                        | 130e DI                       | juillet 1915 - juillet 1916           | [ 124 ]       |
| 261e brigade d'infanterie                                                        | 131e DI                       | juillet 1915 - mai 1917               | [ 125 ]       |
| 262e brigade d'infanterie                                                        | 131e DI                       | juillet 1915 - mai 1917               | [ 125 ]       |
| 264e brigade d'infanterie                                                        | 132e DI                       | juillet 1915 - mars 1917              | [ 60 ]        |
| 301e brigade d'infanterie                                                        | 151e DI                       | mars 1915 - juin 1916                 | [ 126 ]       |
| 302e brigade d'infanterie                                                        | 151e DI                       | mars 1915 - juin 1916                 | [ 126 ]       |
| 303e brigade d'infanterie                                                        | 152e DI                       | mars - avril 1915                     | [ 127 ]       |
| 303e brigade d'infanterie                                                        | isolée (IIe armée)            | avril - juin 1915                     | [ 127 ]       |
| 303e brigade d'infanterie                                                        | 120e DI                       | juin 1915 - décembre 1916             | [ 29 ]        |
| 304e brigade d'infanterie                                                        | (17e DI)                      | octobre 1914 - avril 1915             | [ 20 ]        |
| 304e brigade d'infanterie                                                        | 152e DI                       | avril - décembre 1915                 | [ 127 ]       |
| 304e brigade d'infanterie                                                        | 17e DI                        | décembre 1915 - janvier 1918          | [ 20 ]        |
| 305e brigade d'infanterie                                                        | 153e DI                       | mars - avril 1915                     | [ 128 ]       |
| 305e brigade d'infanterie                                                        | Groupement de Reims           | avril - juin 1915                     | [ 128 ]       |
| 305e brigade d'infanterie                                                        | 123e DI                       | juin 1915 - mars 1917                 | [ 118 ]       |
| 306e brigade d'infanterie                                                        | 153e DI                       | mars 1915 - juillet 1918              | [ 128 ]       |
| 307e brigade d'infanterie                                                        | 154e DI                       | mars - avril 1915                     | [ 129 ]       |
| 307e brigade d'infanterie                                                        | isolée                        | avril - mai 1915                      | [ 129 ]       |
| 307e brigade d'infanterie                                                        | (51e DI)                      | mai - juillet 1915                    | [ 55 ]        |
| 307e brigade d'infanterie                                                        | 130e DI                       | juillet 1915 - juillet 1916           | [ 124 ]       |
| 308e brigade d'infanterie                                                        | 154e DI                       | mars 1915 - novembre 1916             | [ 129 ]       |
| 309e brigade d'infanterie                                                        | 155e DI                       | mars - avril 1915                     | [ 130 ]       |
| 309e brigade d'infanterie                                                        | 154e DI                       | avril 1915 - novembre 1916            | [ 129 ]       |
| 310e brigade d'infanterie                                                        | 155e DI                       | mars - avril 1915                     | [ 130 ]       |
| 310e brigade d'infanterie                                                        | isolée (35e CA)               | avril - juin 1915                     | [ 130 ]       |
| 310e brigade d'infanterie                                                        | 121e DI                       | juin 1915 - mai 1917                  | [ 53 ]        |
| 310e brigade d'infanterie                                                        | 121e DI                       | juin - octobre 1917                   | [ 53 ]        |
| 311e brigade d'infanterie                                                        | 156e DI                       | octobre 1915 - septembre 1917         | [ 131 ]       |
| 312e brigade d'infanterie                                                        | 156e DI                       | octobre 1915 - septembre 1917         | [ 131 ]       |
| 313e brigade d'infanterie                                                        | 157e DI                       | avril 1915 - août 1916                | [ 117 ]       |
| 313e brigade d'infanterie                                                        | 157e DI                       | août - novembre 1916                  | [ 117 ]       |
| 314e brigade d'infanterie                                                        | 157e DI                       | avril 1915 - mars 1916                | [ 117 ]       |
| 314e brigade d'infanterie                                                        | 133e DI                       | mars - août 1916                      | [ 66 ]        |
| 314e brigade d'infanterie                                                        | 134e DI                       | août - novembre 1916                  | [ 67 ]        |
| 315e brigade d'infanterie                                                        | 158e DI                       | août 1915 - août 1916                 | [ 132 ]       |
| 316e brigade d'infanterie                                                        | 158e DI                       | août 1915 - août 1916                 | [ 132 ]       |
| 1re brigade de chasseurs                                                         | 66e DI                        | janvier -mars 1915                    | [ 46 ]        |
| 1re brigade de chasseurs                                                         | 46e DI                        | mars - novembre 1916                  | [ 133 ]       |
| 2e brigade de chasseurs                                                          | 47e DI                        | janvier 1915 - novembre 1916          | [ 84 ]        |
| 3e brigade de chasseurs                                                          | 47e DI                        | janvier 1915 - novembre 1916          | [ 84 ]        |
| 4e brigade de chasseurs                                                          | 47e DI                        | janvier 1915 - mai 1916               | [ 84 ]        |
| 4e brigade de chasseurs                                                          | isolée (66e DI)               | mai - novembre 1916                   | ,             |
| 5e brigade de chasseurs                                                          | 129e DI                       | juin - août 1915                      | [ 85 ]        |
| 5e brigade de chasseurs                                                          | 47e DI                        | août - novembre 1915                  | [ 84 ]        |
| 5e brigade de chasseurs                                                          | 66e DI                        | novembre 1915 - mars 1916             | [ 46 ]        |
| 5e brigade de chasseurs                                                          | 46e DI                        | mars - novembre 1916                  | [ 133 ]       |
| 6e brigade de chasseurs                                                          | 66e DI                        | août 1915 - novembre 1916             | [ 46 ]        |
| 7e brigade de chasseurs                                                          | 66e DI                        | août 1915                             | [ 46 ]        |
| 7e brigade de chasseurs                                                          | 66e DI                        | mars 1916 - novembre 1916             | [ 46 ]        |
| 8e brigade de chasseurs                                                          | 46e DI                        | mai - novembre 1916                   | [ 133 ]       |
| 1re brigade d'infanterie coloniale                                               | 3e DIC                        | août - septembre 1914                 | [ 134 ]       |
| 1re brigade d'infanterie coloniale                                               | (1er CA colonial)             | septembre 1914 - juin 1915            | [ 135 ]       |
| 1re brigade d'infanterie coloniale                                               | 15e DIC                       | juin 1915 - mai 1917                  | [ 136 ]       |
| 2e brigade d'infanterie coloniale                                                | Isolée                        | août - septembre 1914                 | ,             |
| 2e brigade d'infanterie coloniale                                                | 76e DI                        | septembre 1914 - juin 1915            | [ 51 ]        |
| 2e brigade d'infanterie coloniale                                                | 15e DIC                       | juin 1915 - mai 1917                  | [ 136 ]       |
| 3e brigade d'infanterie coloniale                                                | 3e DIC                        | août 1914 - mai 1917                  | [ 134 ]       |
| 4e brigade d'infanterie coloniale                                                | 2e DIC                        | août 1914 - novembre 1916             | [ 139 ]       |
| 4e brigade d'infanterie coloniale                                                | 16e DIC                       | novembre 1916 - septembre 1917        | [ 140 ]       |
| 4e brigade d'infanterie coloniale                                                | 16e DIC                       | avril - octobre 1918                  | [ 140 ]       |
| 5e brigade d'infanterie coloniale                                                | (1er CA colonial)             | août - septembre 1914                 | [ 135 ]       |
| 5e brigade d'infanterie coloniale                                                | 3e DIC                        | septembre 1914 - mai 1917             | [ 134 ]       |
| 6e brigade d'infanterie coloniale                                                | 2e DIC                        | août 1914 - mai 1917                  | [ 139 ]       |
| 7e brigade d'infanterie coloniale                                                | 2e DIC                        | novembre 1916 - mai 1917              | [ 139 ]       |
| 19e brigade d'infanterie coloniale                                               | 10e DIC                       | mai 1915 - décembre 1916              | [ 141 ]       |
| 20e brigade d'infanterie coloniale                                               | 10e DIC                       | mai 1915 - décembre 1916              | [ 141 ]       |
| 21e brigade d'infanterie coloniale (ex-21e brigade mixte d'infanterie coloniale) | (Corps d'armée colonial)      | août - septembre 1916                 | [ 142 ]       |
| 21e brigade d'infanterie coloniale (ex-21e brigade mixte d'infanterie coloniale) | (DI provisoire Gérôme)        | septembre - octobre 1916              | [ 142 ]       |
| 21e brigade d'infanterie coloniale (ex-21e brigade mixte d'infanterie coloniale) | (17e DIC)                     | octobre - décembre 1916               | [ 142 ]       |
| 21e brigade d'infanterie coloniale (ex-21e brigade mixte d'infanterie coloniale) | 11e DIC                       | janvier 1917 - avril 1919             | ,             |
| 22e brigade d'infanterie coloniale (ex-22e brigade mixte d'infanterie coloniale) | isolée                        | novembre - décembre 1916              | [ 142 ]       |
| 22e brigade d'infanterie coloniale (ex-22e brigade mixte d'infanterie coloniale) | 11e DIC                       | janvier 1917 - avril 1919             | ,             |
| 31e brigade d'infanterie coloniale                                               | 16e DIC                       | juin 1915 - novembre 1916             | [ 140 ]       |
| 32e brigade d'infanterie coloniale                                               | 16e DIC                       | juin 1915 - septembre 1917            | [ 140 ]       |
| 32e brigade d'infanterie coloniale                                               | 16e DIC                       | avril - octobre 1918                  | [ 140 ]       |
| 33e brigade d'infanterie coloniale                                               | 17e DIC                       | février 1916 - août 1918              | [ 145 ]       |
| 34e brigade d'infanterie coloniale                                               | 17e DIC                       | février 1916 - août 1918              | [ 145 ]       |
| Brigade d'infanterie métropolitaine (puis 1re brigade métropolitaine du CEO)     | 1re DI du CEO                 | mars - octobre 1915                   | [ 145 ]       |
| Brigade d'infanterie métropolitaine (puis 3e brigade métropolitaine du CEO)      | 156e DI (puis 2e DI du CEO)   | mars - octobre 1915                   | [ 131 ]       |
| 2e brigade mixte d'infanterie coloniale (puis 2e brigade coloniale du CEO)       | 1re DI du CEO                 | mars - octobre 1915                   | [ 145 ]       |
| 4e brigade mixte d'infanterie coloniale (puis 4e brigade coloniale du CEO)       | 156e DI (puis 2e DI du CEO)   | mars - octobre 1915                   | [ 131 ]       |
| 1re brigade d'infanterie coloniale du CED                                        | 1re DI du CED (puis 17e DIC)  | octobre 1915 - février 1916           | [ 145 ]       |
| 2e brigade d'infanterie coloniale du CED                                         | 1re DI du CED (puis 17e DIC)  | octobre 1915 - février 1916           | [ 145 ]       |
| Brigade de chasseurs indigènes marocains                                         | isolée                        | août - septembre 1914                 | [ 146 ]       |
| 1re brigade marocaine                                                            | DM (puis 1re DM)              | août 1914 - novembre 1918             | [ 147 ]       |
| 2e brigade marocaine                                                             | DM (puis 1re DM)              | août 1914 - novembre 1918             | [ 147 ]       |
| 3e brigade marocaine                                                             | isolée                        | août 1914 - avril 1915                | ,             |
| 3e brigade marocaine                                                             | 153e DI                       | avril 1915 - juillet 1918             | [ 128 ]       |
| 4e brigade marocaine                                                             | isolée                        | septembre 1914 - avril 1915           | ,             |
| 4e brigade marocaine                                                             | 152e DI                       | avril - décembre 1915                 | [ 127 ]       |
| 4e brigade marocaine                                                             | 38e DI                        | décembre 1915 - juillet 1918          | [ 42 ]        |
| Brigade de fusiliers marins                                                      | isolée                        | octobre 1914 - janvier 1915           | [ 150 ]       |
| Brigade de fusiliers marins                                                      | 38e DI                        | janvier 1915 - mars 1916              | [ 42 ]        |
| Brigade tchécoslovaque                                                           | 53e DI                        | août - novembre 1918                  | [ 57 ]        |
| Brigade mixte Klein                                                              | isolée                        | septembre - octobre 1914              | [ 151 ]       |
| Brigade mixte Klein                                                              | isolée (5e GDR)               | octobre 1914 - février 1915           | [ 152 ]       |
| Brigade mixte Klein                                                              | isolée (7e CA)                | février - juin 1915                   | [ 53 ]        |
| Brigade coloniale Marchand                                                       | (9e DI)                       | janvier - juin 1915                   | [ 153 ]       |
| Brigade active de Belfort                                                        | 1914 - 1915                   |                                       |               |
| Brigade active de Toul (ex-brigade mixte de Toul)                                | (73e DI)                      | septembre 1914 - juillet 1915         | ,             |
| Brigade active de Verdun                                                         | isolée                        | septembre 1914 - juillet 1915         | [ 156 ]       |

## Brigades de cavalerie
| Nom de l'unité                                         | Division                     | Dates                         | Référence |
| ------------------------------------------------------ | ---------------------------- | ----------------------------- | --------- |
| 1re brigade de dragons                                 | 7e DC                        | août 1914 - juillet 1917      | [ 157 ]   |
| 2e brigade de dragons                                  | 2e DC                        | août 1914 - novembre 1918     | [ 158 ]   |
| 3e brigade de dragons                                  | 5e DC                        | août 1914 - novembre 1918     | [ 159 ]   |
| 4e brigade de dragons                                  | 4e DC                        | août 1914 - novembre 1918     | [ 160 ]   |
| 5e brigade de dragons                                  | 1re DC                       | août 1914 - novembre 1918     | [ 161 ]   |
| 6e brigade de dragons                                  | 6e DC                        | août 1914 - novembre 1918     | [ 162 ]   |
| 7e brigade de dragons                                  | 5e DC                        | août 1914 - novembre 1918     | [ 159 ]   |
| 8e brigade de dragons                                  | 8e DC                        | août 1914 - août 1916         | [ 163 ]   |
| 9e brigade de dragons                                  | 9e DC                        | août 1914 - juin 1916         | [ 164 ]   |
| 10e brigade de dragons                                 | 10e DC                       | août 1914 - juin 1916         | [ 165 ]   |
| 11e brigade de dragons                                 | 1re DC                       | août 1914 - novembre 1918     | [ 161 ]   |
| 12e brigade de dragons                                 | 2e DC                        | août 1914 - novembre 1918     | [ 158 ]   |
| 13e brigade de dragons                                 | 3e DC                        | août 1914 - novembre 1918     | [ 166 ]   |
| 14e brigade de dragons                                 | 8e DC                        | août 1914 - août 1916         | [ 163 ]   |
| 14e brigade de dragons                                 | 6e DC                        | août 1916 - novembre 1918     | [ 162 ]   |
| 15e brigade de dragons                                 | 10e DC                       | août 1914 - juin 1916         | [ 165 ]   |
| 15e brigade de dragons                                 | 7e DC                        | juin 1916 - juillet 1917      | [ 157 ]   |
| 16e brigade de dragons                                 | 9e DC                        | août 1914 - juin 1916         | [ 164 ]   |
| 1re brigade légère (devient 23e brigade)               | isolée                       | août 1914 - avril/mai 1915    | ,         |
| 2e brigade légère                                      | 2e DC                        | août 1914 - novembre 1918     | [ 158 ]   |
| 3e brigade légère                                      | 3e DC                        | août 1914 - novembre 1918     | [ 166 ]   |
| 4e brigade légère                                      | 4e DC                        | août 1914 - novembre 1918     | [ 160 ]   |
| 5e brigade légère                                      | 5e DC                        | août 1914 - novembre 1918     | [ 159 ]   |
| 6e brigade légère                                      | 6e DC                        | août 1914 - novembre 1918     | [ 162 ]   |
| 7e brigade légère                                      | 7e DC                        | août 1914 - juillet 1917      | [ 157 ]   |
| 8e brigade légère                                      | 8e DC                        | août 1914 - août 1916         | [ 163 ]   |
| 21e brigade légère (ex-brigade de hussards de réserve) | isolée                       | octobre 1914 - janvier 1916   | [ 86 ]    |
| 22e brigade légère (ex-brigade de cavalerie Gillet)    | (DC provisoire Beaudemoulin) | septembre - octobre 1914      | [ 168 ]   |
| 22e brigade légère (ex-brigade de cavalerie Gillet)    | isolée                       | octobre 1914 - janvier 1916   | [ 86 ]    |
| 23e brigade légère (ex-brigade Matuzinsky)             | 10e DC                       | décembre 1914 - janvier 1916  | [ 165 ]   |
| 1re brigade de cuirassiers                             | 9e DC                        | août 1914 - juin 1916         | [ 164 ]   |
| 2e brigade de cuirassiers                              | 1re DC                       | août 1914 - novembre 1918     | [ 161 ]   |
| 3e brigade de cuirassiers                              | 4e DC                        | août 1914 - novembre 1918     | [ 160 ]   |
| 4e brigade de cuirassiers                              | 3e DC                        | août 1914 - novembre 1918     | [ 166 ]   |
| 5e brigade de cuirassiers                              | 6e DC                        | août 1914 - août 1916         | [ 162 ]   |
| 5e brigade de cuirassiers                              | isolée                       | août 1917 - novembre 1918     | [ 86 ]    |
| 6e brigade de cuirassiers                              | 7e DC                        | août 1914 - juin 1916         | [ 157 ]   |
| 1re brigade de marche de chasseurs d'Afrique           | isolée                       | février 1915 - janvier 1916   | [ 86 ]    |
| 1re brigade de marche de chasseurs d'Afrique           | 10e DC                       | janvier - juin 1916           | ,         |
| 1re brigade de marche de chasseurs d'Afrique           | isolée                       | juin - août 1916              | [ 86 ]    |
| 2e brigade de marche de chasseurs d'Afrique            | isolée                       | octobre 1915 - juin 1917      | [ 170 ]   |
| Brigade de spahis                                      | isolée                       | septembre 1914 - janvier 1916 | [ 86 ]    |